# 寬果異吻象鼻魚
寬果異吻象鼻魚，為輻鰭魚綱骨舌魚目象鼻魚科的其中一種。被IUCN列為次級保育類動物，分布於非洲安哥拉剛果河支流，棲息於水底，具有發電器官，用來偵測獵物，體長可達11.4公分。